# Tomás Suñer Ferrer
Tomás Suñer Ferrer (Ripoll, 1895-Mendoza, 1972) fue un diplomático español.

## Biografía
Nacido en Ripoll en 1895, su padre Lorenzo Suñer Clot era propietario del Banco Suñer de Ripoll. En su juventud se trasladó a Barcelona, en cuya universidad realizó estudios de derecho. Ingresó en el cuerpo diplomático en 1921, ocupando destinos en Alemania, Brasil y Argentina; posteriormente estaría destinado en la Delegación de Asuntos Indígenas del Marruecos español. Tras el estallido de la Guerra civil pasó a apoyar a las fuerzas sublevadas. Sería nombrado agente oficioso de la España franquista en Argel, y desde finales de 1938 ejercería como agente de negocios franquista en Chile.
Tras el final de la contienda ocupó diversos cargos. Llegaría a ser jefe de la sección de Ultramar y Asia del Ministerio de Asuntos exteriores, así como subsecretario de Asuntos Exteriores (1945-1957) y subsecretario de Economía exterior y Comercio (1948-1951). Por decisión del ministro Gómez-Jordana, en marzo de 1943 fue designado miembro del Consejo de la Hispanidad, organismo del cual llegaría a ser secretario, asumiendo posteriormente las funciones —que no el cargo, que permaneció vacante— del canciller Manuel Halcón, cesado en julio de 1943; se dio paso así a una suerte de transitoriedad permanente en la dirección del Consejo hasta su transformación en el Instituto de Cultura Hispánica. También ejercería como embajador español en Perú, Brasil o Chile.
Falleció el 29 de septiembre de 1972 en la ciudad argentina de Mendoza.

## Reconocimientos
- Gran Cruz de la Orden de Isabel la Católica (1946)[20]